# Osamu Tezuka
Osamu Tezuka (em japonês: 手塚 治虫; romaniz.: Tezuka Osamu; nascido em Toyonaka, Osaka, Japão, 3 de novembro de 1928 — Tóquio, Japão, 9 de fevereiro de 1989) foi um mangaká, um quadrinista de mangás, bastante influente no Japão e no resto do mundo, lembrado por muitos como o "pai do mangá moderno" (em japonês: 現代漫画の父; romaniz.: gendai manga no chichi; lit. "pai do mangá moderno") ou simplesmente "Deus do mangá" (em japonês: 漫画の神様; romaniz.: Manga no Kami-sama; lit. "Deus do Mangá"). Tezuka foi um grande influenciador, tendo servido de exemplo a outros grandes artistas de mangá, como Go Nagai, Shotaro Ishinomori, Rumiko Takahashi e a dupla Fujiko Fujio.
Tezuka começou o que ficou conhecido como a revolução do mangá no Japão com sua obra Shin Takarajima, publicada em 1947. Sua produção lendária geraria algumas das séries de mangá mais influentes e bem-sucedidas da história, incluindo Astro Boy, Kimba, o Leão Branco, Dororo, Black Jack e Hi no Tori, que ganhou diversos prêmios.
Tezuka morreu de câncer de estômago em 1989. Sua morte teve um impacto imediato no público japonês e em outros mangakás. O Museu Tezuka Osamu foi construído em Takarazuka dedicado à sua memória e obras, e Tezuka recebeu muitos prêmios póstumos. Vários animes estavam em produção no momento de sua morte, juntamente com os capítulos finais de Hi no Tori, que nunca foram lançados.

## Biografia
Sua grande produtividade e suas técnicas e gêneros pioneiros transformaram o mundo das histórias em quadrinhos no Japão. Não é o inventor dos mangás, é o autor que os popularizou. O desenho de Tezuka é facilmente identificável: o traço é claro, as imagens, simples, o enquadramento cinematográfico e o humor têm sempre seu lugar. O autor nunca hesita em se colocar em cena, com sua silhueta reconhecível principalmente por sua boina e seus óculos grossos. No entanto, não se coloca sempre em bons papéis e é expulso de cena às vezes.
Uma indicação de sua produtividade: a sua obra completa publicada no Japão reuniu cerca de 400 volumes, mais de 80 000 páginas (na verdade, sua obra completa chega a mais de 700 mangás com mais de 150 000 páginas). A grande maioria dessas obras nunca foi traduzida do original japonês e continua inacessível aos leitores do Ocidente.

### Infância
Nascido em Toyonaka, distrito de Osaka, a família mudou-se para Takarazuka quando tinha apenas cinco anos.
Seus pais estimulavam muito a criatividade dos filhos (ele tinha um irmão e uma irmã mais novos). Sua mãe levava-os para concertos e para as peças do famoso Teatro de Takarazuka e seu pai tinha um projetor de filmes em que exibia, por exemplo, O Gato Félix, O Marinheiro Popeye, Betty Boop e Mickey Mouse. Influenciado por animações de Walt Disney, mais tarde Osamu diria que assistiu à Bambi mais de 80 vezes.
Já nessa época fazia histórias em quadrinhos e criava personagens, muitos dos quais baseados em seus amigos e professores, ou, como o Higeoyaji ("Papai Bigode", em japonês), baseado em um desenho que um amigo fez do próprio pai. Quanto aos amigos, se inicialmente tinha problemas com as crianças da mesma idade, pouco depois participava dos clubes de história, geografia e música na escola e chegou mesmo a criar um clube para estudos sobre insetos. Ao andar pelos campos de Takarazuka para recolher e estudar insetos, ele adquiriu o senso de preservação do meio ambiente que apareceria posteriormente.
Quando se iniciou a Segunda Guerra Mundial, Osamu tinha onze anos e acabou trabalhando em uma fábrica nos anos finais desta. A guerra marcaria sua visão de mundo e a paz e o apreço à vida se tornariam valores defendidos por ele em suas obras.

### Início da carreira à consagração
Em 1945, então com dezessete anos, Tezuka se iniciou estudo de medicina na Universidade de Osaka. E nessa época conhece Sakai Shichima que pouco depois, pede para ele desenhar um mangá em formato akabon ("livro vermelho",  do tamanho de um cartão postal) baseado na história escrita por Sakai, Shin Takarajima ("Nova Ilha do Tesouro"), que acabou vendendo 400 000 cópias e trazendo alguma fama a Tezuka. Mas o início de sua carreira como desenhista de mangá se dá em 1946, um ano antes da publicação de Shin Takarajima, quando começa a escrever a tira de jornal no formato yonkoma O Diário de Ma-chan no jornal Shokokumin Shinbun, oJornal das crianças da escola de Mainichi.

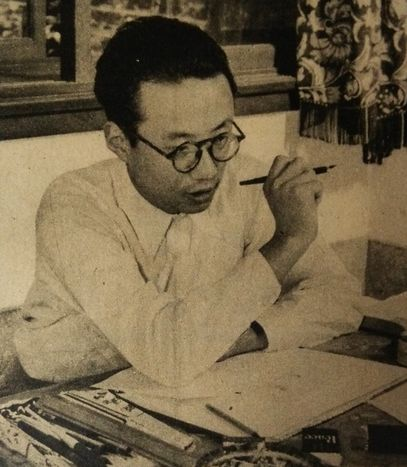
Tezuka Osamu em 1953

Em 1951, Tezuka se juntou ao grupo conhecido como Tokyo Children Manga Association, que consiste em outros artistas de mangá, como  Noboru Baba, Jiro Ota, Furusawa Hideo, Fukui Eiichi, Irie Shigeru e Negishi Komichi.
Com o sucesso de Shin Takarajima, Tezuka viajou para Tóquio em busca de uma editora para mais de seu trabalho. Depois de visitar a editora Kobunsha, Tezuka foi recusado. No entanto, a editora Shinseikaku concordou em comprar The Strange Voyage of Dr. Tiger e Domei Shuppansha compraria Doutor Koronko, o Senhor Mistério (em japonês: 怪人コロンコ博士; romaniz.: "Kaijin Koronko Hakase").
Enquanto continuava seus estudos na faculdade de medicina, Tezuka publicou suas primeiras obras-primas: uma trilogia de épicos de ficção científica chamada Lost World, Metropolis e Next World.
Logo depois que Tezuka publicou seu primeiro grande sucesso, Kimba, o leão branco, foi publicado em Manga Shonen de 1950 a 1954. Em 1951, Tezuka se formou na Escola de Medicina de Osaka e publicou o Atomu Taishi, a primeira aparição do personagem Atom, conhecido no ocidente como Astro Boy.
Em 1952, o Atomu Taishi provou ser apenas um leve sucesso no Japão; no entanto, um personagem em particular tornou-se extremamente popular entre os garotos jovens: um robô humanoide chamado Atom. Tezuka recebeu várias cartas de muitos garotos. Esperando sucesso com uma série baseada em torno de Atom, o produtor de Tezuka sugeriu que ele recebesse emoções humanas. Um dia, enquanto trabalhava em um hospital, Tezuka recebeu um soco no rosto de um soldado americano. Esse encontro deu a Tezuka a ideia de criar o Atom. Em 4 de fevereiro de 1952, Tetsuwan Atom começou a ser publicado na Weekly Shonen Magazine. O personagem Atom e suas aventuras se tornaram um fenômeno instantâneo no Japão.
Em 1954 Tezuka publicou pela primeira vez o que ele consideraria o trabalho de sua vida, Phoenix, que originalmente apareceu em Mushi Production Commercial Firm. Em 1958 Tezuka foi convidado pela Toei Animation para que seu mangá "Boku no Son Goku" pudesse ser adaptado em uma animação. Foi amplamente divulgado que Tezuka trabalhou como diretor no filme, embora o próprio Tezuka tenha negado trabalhar nele. Estava envolvido apenas em sua promoção, o que mais tarde despertou seu interesse pela indústria da animação. O filme foi lançado como Saiyu-ki em 1960 e Alakazam no Ocidente.
Em 1961, Tezuka entrou para a indústria de animação no Japão fundando a produtora Mushi Productions rivalizando com a Toei Animation. Começou a inovar a indústria com a transmissão da versão animada de Astro Boy em 1963. Esta série criaria o primeiro sucesso modelo para produção de animação no Japão e também seria a primeira animação japonesa dublada em inglês para uma audiência americana. Outras séries foram posteriormente transportadas para a animação, incluindo Kimba, o leão branco, a primeira série de animação japonesa produzida em cores. Em 1967, a primeira série animada japonesa produzida pela produção japonesa de animação no Japão para produção de animação no Japão para um público americano. Em resposta à revista, Garo e o movimento gekigá, Tezuka criou a revista COM, Tezuka deixou o cargo de diretor em 1968 para fundar um novo estúdio de animação, Tezuka Productions, e continuou experimentando com animação no final de sua vida. A Mushi Productions entrou em colapso financeiro e as consequências produziriam vários influentes estúdios de produção de animação, incluindo o Sunrise.
Com dores no abdômen, Tezuka foi internado e acabou morrendo de câncer de estômago aos 60 anos, em 9 de fevereiro de 1989 em Tokyo.

## Mangás e animes
Essa lista traz apenas as obras de maior destaque do autor. Os anos citados ao lado de cada título referem-se ao período de publicação de cada mangá.
- Ma-chan no Nikkichou (O Diário de Ma-chan), 1946. A estreia de Tezuka como desenhista profissional de mangá se deu com essa tira no jornal Shokokumin Shimbun em Osaka. Tinha dezessete anos quando começou a publicar as tiras.
- Shin Takarajima (Nova Ilha do Tesouro), 1947. Este é o mangá que tornou Tezuka famoso no Japão. É uma história de ação sobre um menino chamado Pete que acha o mapa de um tesouro e parte em busca deste. Baseado no livro de seu amigo do grupo de mangakás de Kansai. Seu estilo ocidental e sua narrativa inovadora atraíram muita atenção e o tornaram um best-seller com 400 000 cópias vendidas abrindo terreno para a mania de mangá e seu estilo moderno.
- Jungle Taitei (Kimba, o Leão Branco) 1950–54. Mais conhecido no Ocidente como Kimba, o Leão Branco, este mangá estabeleceu uma das mais icônicas criações de Tezuka. Sua primeira obra seriada de longa duração segue as aventuras de Leo, o leão, e sua tentativa de suceder seu pai, morto por um caçador, como rei da selva. Em 1965, a Mushi Productions fez uma série animada baseada no mangá, a primeira animação colorida da televisão japonesa. Alguns fãs são de opinião que a história foi plagiada pela Walt Disney Company em 1994 como O Rei Leão[19] e que Tezuka nunca recebeu crédito da Disney pela criação, muito menos dinheiro.
- Tetsuwan Atom (Astro Boy), 1952–1968. A sequência de Captain Atom faz de Astro Boy o personagem principal. Eventualmente, esta se tornaria a mais famosa criação de Tezuka. Em 1963, Astro Boy estreia como o primeiro programa comercial animado da televisão japonesa. O programa semanal de cinte e três minutos obteve altos índices de aprovação do público e da crítica, e gerou a primeira mania de anime no Japão. No Brasil somente a versão de 2003 foi exibida. Diversas outras séries de Astro Boy têm sido feitas desde então.
- Ribbon no Kishi (A Princesa e o Cavaleiro), 1953-1956. "Cavaleiro do Laço" ou "Cavaleiro da Fita", em japonês, o título que relata as desventuras da Princesa Saphire, que precisa fingir ser um homem porque o trono da Terra de Prata só pode ser ocupado por homens. O mangá tem forte inspiração nos temas e estilos dos musicais do Teatro de Takarazuka a que Tezuka assistia em sua juventude.[20] O próprio Ribbon no Kishi criou um gênero inédito no mundo, o de quadrinhos que tem como público-alvo as meninas (chamado shōjo) e estabeleceu muitos dos temas dos shōjos posteriores. Foi transformado em anime em 1967 e exibido no Brasil entre 1973 e 1984, com enorme sucesso, inclusive tendo alguns episódios com a dublagem clássica resgatados de velhos rolos de filmes e lançados no mercado brasileiro de home video (fora de sequência).
- Hi no Tori (Pássaro de Fogo/Phoenix), 1956-1989. A obra mais profunda e ambiciosa de Tezuka, lidando com a busca do homem por imortalidade, estende-se do passado distante ao futuro longínquo. Ficou inacabada.
- Adolf (Adolf ni Tsugu/Message to Adolf),1983-1985. Relata a história de três Adolfs, sendo um deles o próprio Hitler. Além de contar a história da Segunda Grande Guerra do ponto de vista de ambos os lados, expressa a dor e os sentimentos de Tezuka na Guerra.
- Black Jack, 1973–1983. A história de Black Jack, um talentoso cirurgião que cobra enormes quantias para realizar cirurgias. Este é o mais longo trabalho de Tezuka. A obra recebeu o Japan Cartoonists' Association Special Award em 1975 e o Koudansha Manga Award em 1977.
- Buddha (Buda), 1974-1984. A visão de Tezuka da vida de Buda. A série é aclamada como sendo retrato fiel da época de Buda, apesar das liberdades criativas que Tezuka dá a si mesmo.
- Seisho Monogatari (No princípio/Anime Bíblico),1989–1997. Seisho Monogatari ("História da Bíblia" em japonês) é um anime que conta histórias bíblicas desde a criação do mundo até Jesus, foi lançado no E.U.A, Brasil, Espanha e Itália. Trata-se de um anime bem obscuro, pouco conhecido pelas pessoas e é bem raro de obter. Foi produzido por Osamu Dezaki, nos estúdios Tezuka. Antes de morrer o anime já estava planejado.[21]
- Magma Taishi, 1966–1967. Primeiro tokusatsu colorido.
- Dororo 1967–1968. Mangá do gênero terror, que gira em torno de um ronin durante o Período Sengoku. Ele nasceu malformado, desmembrado e sem características faciais e sem órgãos internos. Este foi o resultado do seu pai biológico Daimiô Daigo Kagemitsu que forjou um pacto com 48 demônios selados para que ele pudesse governar o mundo. Em troca, ele prometeu à cada demônio que poderia obter um pedaço do corpo de seu filho quando nascesse. Isto lhe permitiu viajar livremente e cometer atrocidades ao longo da zona rural.
- Ningen Konchūki (O Livro dos Insetos Humanos), 1970–1971. Mangá voltado para público adulto e que aborda temas como desigualdade entre gêneros, sexualidade, materialismo e a busca por sucesso a qualquer custo.
- Ayako, 1972–1973. A partir da história dramática de uma família da aristocracia rural japonesa, Osamu Tezuka faz um grande panorama da história do Japão no pós-guerra.[22] A edição brasileira, da editora Veneta, foi premiada com o Grampo de Ouro, de melhor história em quadrinhos publicada no Brasil em 2018.[23]

Entre outras animações produzidas por Osamu e exibidas com sucesso no Brasil podemos citar: Don Drácula, Visitantes do Espaço (também conhecido como Os Três Espaciais) e Jet Marte – O Menino Biônico (uma variação high-tech do Astro Boy).

## Legado
Selos foram emitidos em sua homenagem em 1997. Além disso, a partir de 2003, a empresa japonesa de brinquedos Kaiyodo começou a fabricar uma série de figuras das criações de Tezuka, incluindo a princesa Safire, Unico, a Fênix, Dororo, Marvelous Melmo, o Magma Taishi e muitas outras. Até o momento, três séries das figuras foram lançadas.
Seu legado continuou sendo homenageado entre artistas de mangá e animadores. Tezuka guiou muitos artistas de mangá bem conhecidos, como Ishinomori Shotaro e Nagai Go. Artistas como Toriyama Akira (Dr. Slump e Dragon Ball) também citaram Tezuka como inspiração para seus trabalhos. De 2003 a 2009, Naoki Urasawa e Takashi Nagasaki adaptaram um arco de Astro Boy na série de mistério sobre assassinatos Pluto. Tezuka procurou divulgar os quadrinhos japoneses ao redor do mundo e aumentar as relações entre os autores de diversos países, foi assim que conheceu o francês Moebius e se tornou amigo pessoal do cartunista brasileiro Maurício de Sousa. Em 2012, a Mauricio de Sousa Produções publicou um arco de duas edições revista Turma da Mônica Jovem, com alguns dos personagens principais de Tezuka, incluindo Astro Boy, Black Jack, Safire e Kimba, junto com a Turma da Monica em uma aventura na floresta amazônica contra um organização de contrabando cortando centenas de árvores. Foi a primeira vez que a Tezuka Productions permitiu que artistas estrangeiros usassem os personagens de Tezuka. Em outubro de 2019, foi anunciado um projeto chamado Tezuka 2020, que é um mangá ilustrado pela inteligência artificial no estilo de Tezuka. No começo, as ilustrações eram distorcidas e horripilantes, mas depois de estudar rostos humanos reais, as ilustrações pareciam mais as dele. Depois de examinar milhares de imagens geradas pela IA, uma se destacou e o ilustrador Urumu Tsunogai criou o novo protagonista. Em 2020, um roteirista-desenhista IA criado por Kioxia foi encarregado de criar um novo mangá Tezuka chamado Paidon, que ocorre em uma sociedade apocalíptica futurista e foi lançado na revista Morning em 27 de fevereiro de 2020. Faz parte do projeto, que também foram desenhados por artistas humanos como Shigeto Ikehara, Kenichi Kiriki ou Urumu Tsunogai. O filho de Tezuka realizou uma cerimônia em 26 de fevereiro para apresentar as pessoas ao mangá. O editor da revista já confirmou que há uma sequência na produção.

### Museu

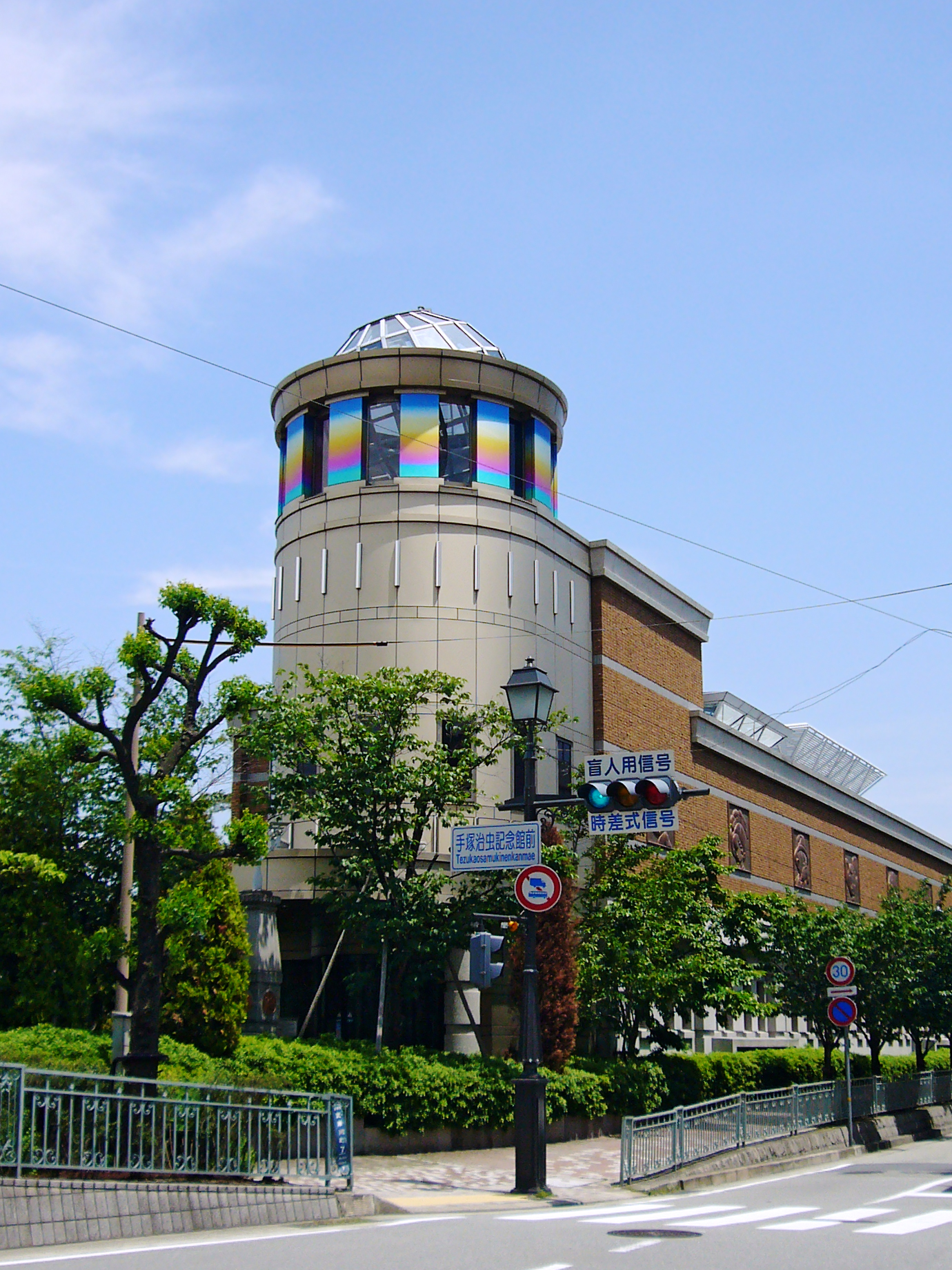
Museu Tezuka Osamu.

O museu de 1 400 m² inaugurado em 25 de abril de 1994 tem três andares. No subsolo, há uma "fábrica de desenhos" em que os visitantes podem fazer suas próprias animações, além de uma maquete da cidade de Takarazuka e uma réplica da mesa em que Tezuka Osamu trabalhava.
No andar térreo, no caminho antes da entrada do prédio, se encontram imitações das mãos e pés de diversos personagens de Tezuka (como em uma verdadeira calçada da fama) e do lado de dentro, no hall de entrada, réplicas da mobília de "A Princesa e o Cavaleiro". No mesmo andar, se encontra uma exposição permanente de mangás e uma sala para a exibição de animes. A exposição é dividida em duas partes: Tezuka Osamu e a cidade de Takarazuka e Tezuka Osamu, o autor.
No primeiro andar, são realizadas as exposições temáticas e estão disponíveis uma biblioteca, com quinhentas obras de Tezuka, uma videoteca e uma sala de descanso com a decoração inspirada em "Kimba, o Leão Branco".
Há ainda um observatório de vidro que representa o planeta Terra e é baseado em um livro escrito por ele em sua infância chamado "Salvem a Terra de Vidro".

## Publicações no Brasil
Osamu Tezuka tem algumas de suas obras publicadas no Brasil, sendo a primeira "A Princesa e o Cavaleiro", lançada em 2002, pela editora JBC.
| Título                             | Volumes | Data de Publicação | Editora          |
| ---------------------------------- | ------- | ------------------ | ---------------- |
| A Princesa e o Cavaleiro           | 8       | Setembro de 2002   | JBC              |
| Buda                               | 14      | Fevereiro de 2005  | Conrad           |
| Adolf                              | 5       | Abril de 2006      | Conrad           |
| Metropolis                         | 1       | Agosto de 2010     | NewPOP           |
| Dororo                             | 4       | Outubro de 2010    | NewPOP           |
| Kimba - O Leão Branco              | 2       | Abril de 2013      | NewPOP           |
| Crime e Castigo                    | 1       | Julho de 2013      | NewPOP           |
| Os Filhos de Safiri                | 1       | Agosto de 2013     | NewPOP           |
| Don Drácula                        | 3       | Maio de 2015       | NewPOP           |
| Pinóquio                           | 1       | Fevereiro de 2017  | NewPOP           |
| Ayako                              | 1       | Fevereiro de 2018  | Veneta           |
| A Nova Ilha do Tesouro             | 1       | Agosto de 2018     | NewPOP           |
| Prelúdio do Arco-Iris              | 1       | Outubro de 2018    | NewPOP           |
| Faculdade de Mangá                 | 1       | Fevereiro de 2019  | NewPOP           |
| Recado a Adolf (reedição de Adolf) | 2       | Outubro de 2020    | Pipoca & Nanquim |
| A Princesa e o Cavaleiro           | 2       | Outubro de 2021    | JBC              |
| Buda                               | 8       | Abril de 2022      | JBC              |
| O Livro dos Insetos Humanos        | 1       | Julho de 2022      | Darkside Books   |
| MW: Psicopatia Profana             | 1       | Outubro de 2022    | Pipoca & Nanquim |
| A Feiticeira da Tempestade         | 1       | Julho de 2023      | Darkside Books   |
| Vampiro                            | 1       | Julho de 2023      | Pipoca & Nanquim |

Em fevereiro de 2022, a editora NewPOP anunciou que relançaria os mangás "Kimba – O Leão Branco" e "Don Drácula", ambos em um único volume, dentro de seu selo Prime.

Na CCXP de 2022, a editora JBC anunciou que publicará no Brasil os mangás Astro Boy e Fênix.